# Bataille de Kara Killisse
Pour la bataille arméno-turque, voir Bataille de Karakilisa.
Campagne du Caucase
Première Guerre mondiale
Batailles
- Offensive Bergmann
- Sarikamis
- Ardahan (en)
- Van
- Manzikert
- Kara Killisse
- Erzurum
- Trébizonde (en)
- Bitlis
- Erzincan
- Expédition allemande
- Sardarapat
- Abaran
- Karakilisa
- Bakou

La bataille de Kara Killisse (« Église noire », en turc : Karakilise Muharebesi) est une bataille qui s'est déroulée en juillet 1915 sur le front du Caucase après la bataille de Manzikert. Dans la littérature historique russe, cet engagement est considéré comme faisant partie de l'« opération défensive d'Alashkert » (9 juillet - 3 août).

## Déroulement
Auparavant, à l'été 1915, les Russes attaquent des positions turques au nord-est du lac de Van, mais sous-estiment les forces adverses. Ils sont défaits à la bataille de Manzikert. Ce succès encourage les unités commandées par Abdülkerim Pacha à prendre l'offensive contre les Russes dans la vallée d'Eleskirt, mais tandis qu'ils poursuivent les restes de l'armée d'Oganovski à travers les montagnes d'Agri, les Turcs se dispersent, permettant ainsi au général russe Ioudenitch de les contre-attaquer par l'ouest avec quelque 20 000 hommes arrivés en renfort, principalement des unités cosaques, et de tenter de les encercler. Mais les Russes ne sortent que partiellement victorieux. Les Turcs perdent de l'artillerie, des réserves d'approvisionnement, 10 000 d'entre eux sont tués et blessés et 6 000 sont capturés, cependant le succès des Russes n'est que temporaire et ils se retirent de la ville de Van ce qui permet aux Turcs de la reprendre le 3 août.

## Effet sur le moral russe
Alors que la bataille fut indécise et la situation sur le terrain peu modifiée, les Russes la voient comme une victoire et elle remonte le moral national russe en offrant un peu de répit aux défaites continues du front de l'Est.